# Kleinbracher Straße 21 (Kleinbrach)

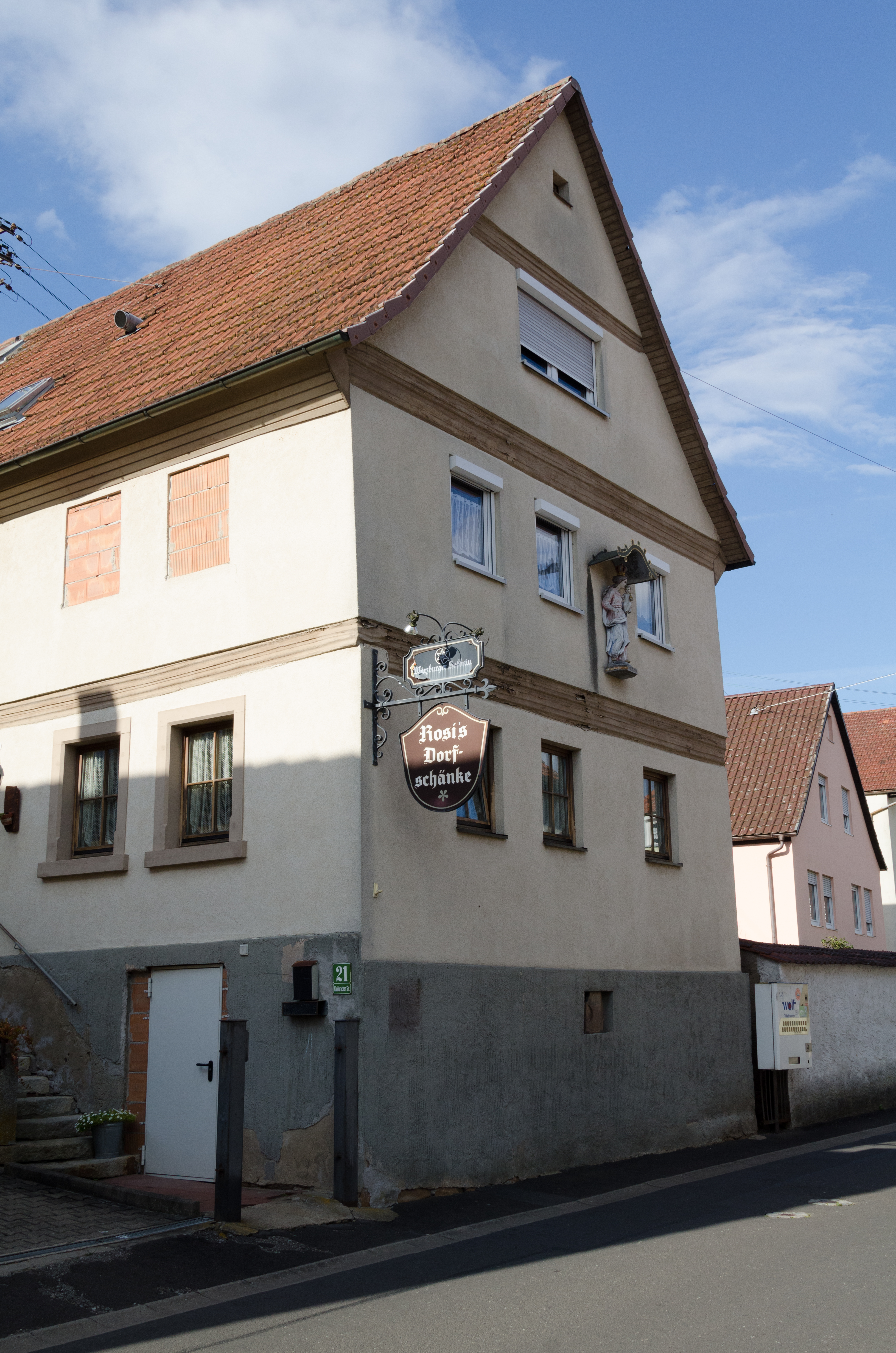
Kleinbracher Straße 21 in Bad Kissingen, Kleinbrach

Das Anwesen Kleinbracher Straße 21 in der Kleinbracher Straße in Kleinbrach, einem Stadtteil von Bad Kissingen, der Großen Kreisstadt des unterfränkischen Landkreises Bad Kissingen, gehört zu der Bad Kissinger Baudenkmälern und ist unter der Nummer D-6-72-114-204 in der Bayerischen Denkmalliste registriert.

## Geschichte
Das ehemalige Wohnstallhaus entstand im 17. oder 18. Jahrhundert. Es handelt sich um ein zweigeschossiges Giebelhaus mit verputztem Fachwerk und Satteldach.
An der Fassade des Anwesens befindet sich eine hölzerne, barocke Hausmadonna aus dem 18. Jahrhundert.